# Прва лига Црне Горе у ватерполу
Прва лига Црне Горе у ватерполу је највиша ватерполо лига у Црној Гори. Лига броји 4 клуба, а формирана је 2006. након распада заједничке државе Србије и Црне Горе и расформирања бивше Прве лиге Србије и Црне Горе. Нижи ранг такмичења је Друга лига Црне Горе.

## Клубови у сезони 2024/25.
| Екипа     | Место       |
| --------- | ----------- |
| Будва     | Будва       |
| Будућност | Подгорица   |
| Јадран    | Херцег Нови |
| Катаро    | Котор       |
| Приморац  | Котор       |

## Досадашњи прваци
| Сезона   | Првак                                               | Други                                               | Трећи                                               |
| -------- | --------------------------------------------------- | --------------------------------------------------- | --------------------------------------------------- |
| 2006/07. | Приморац Котор (1)                                  | Будванска ривијера                                  | Јадран Херцег Нови                                  |
| 2007/08. | Приморац Котор (2)                                  | Будванска ривијера                                  | Јадран Херцег Нови                                  |
| 2008/09. | Јадран Херцег Нови (1)                              | Приморац Котор                                      | ВА Катаро                                           |
| 2009/10. | Јадран Херцег Нови (2)                              | Приморац Котор                                      | ВА Катаро                                           |
| 2010/11. | Будва (1)                                           | Јадран Херцег Нови                                  | Приморац Котор                                      |
| 2011/12. | Јадран Херцег Нови (3)                              | Будва                                               | Приморац Котор                                      |
| 2012/13. | Будва (2)                                           | Приморац Котор                                      | Јадран Херцег Нови                                  |
| 2013/14. | Јадран Херцег Нови (4)                              | Будва                                               | Приморац Котор                                      |
| 2014/15. | Јадран Херцег Нови (5)                              | Будва                                               | Приморац Котор                                      |
| 2015/16. | Јадран Херцег Нови (6)                              | Будва                                               | Приморац Котор                                      |
| 2016/17. | Јадран Херцег Нови (7)                              | Будва                                               | Приморац Котор                                      |
| 2017/18. | Јадран Херцег Нови (8)                              | Будва                                               | Приморац Котор                                      |
| 2018/19. | Јадран Херцег Нови (9)                              | Будва                                               | Приморац Котор                                      |
| 2019/20. | није одиграно због пандемије ковида 19 у Црној Гори | није одиграно због пандемије ковида 19 у Црној Гори | није одиграно због пандемије ковида 19 у Црној Гори |
| 2020/21. | Јадран Херцег Нови (10)                             | Приморац Котор                                      | Будва                                               |
| 2021/22. | Јадран Херцег Нови (11)                             | Приморац Котор                                      | Будва                                               |
| 2022/23. | Јадран Херцег Нови (12)                             | Приморац Котор                                      | Будва                                               |
| 2023/24. | Приморац Котор (3)                                  | Јадран Херцег Нови                                  | ВА Катаро                                           |
| 2024/25. | Јадран Херцег Нови (13)                             | Приморац Котор                                      | Будућност Подгорица                                 |

## Успешност клубова
| Клуб               | Првак | Други | Година првак                                                                  | Година други                                          |
| ------------------ | ----- | ----- | ----------------------------------------------------------------------------- | ----------------------------------------------------- |
| Јадран Херцег Нови | 13    | 2     | 2009, 2010, 2012, 2014, 2015, 2016, 2017, 2018, 2019, 2021, 2022, 2023, 2025. | 2011, 2024.                                           |
| Приморац Котор     | 3     | 7     | 2007, 2008, 2024.                                                             | 2009, 2010, 2013, 2021, 2022, 2023, 2025.             |
| Будва 1            | 2     | 9     | 2011, 2013.                                                                   | 2007, 2008, 2012, 2014, 2015, 2016, 2017, 2018, 2019. |

1 До 2009. назив клуба био Будванска ривијера.